# Дванадцятигранник
| Ih, порядок 120             | Ih, порядок 120            | Ih, порядок 120              | Ih, порядок 120             |
| --------------------------- | -------------------------- | ---------------------------- | --------------------------- |
| Правильний додекаедр        | Малий зірчастий додекаедр  | Великий додекаедр            | Великий зірчастий додекаедр |
|                             |                            |                              |                             |
| Th, порядок 24              | T, порядок 12              | Oh, порядок 48               | Многогранник Джонсона (J84) |
| Піритоедр                   | Тетартоїд                  | Ромбододекаедр               | Кирпатий двоклиноїд         |
|                             |                            |                              |                             |
| D4h, порядок 16             | D4h, порядок 16            | D3h, порядок 12              | D3h, порядок 12             |
| Ромбо-шестикутний додекаедр | Ромбо-квадратний додекаедр | Ромбо-трапецоїдний додекаедр | Ромбо-трикутний додекаедр   |
|                             |                            |                              |                             |

Дванадцятигранник або додекаедр (дав.-гр. δωδεκάεδρον (dōdekáedron) ; від грец. δώδεκα (dṓdeka) — дванадцять і грец. ἕδρα (hédra) — грань) — довільний многогранник із дванадцятьма гранями.
Існує 6 384 634 топологічно різних опуклих додекаедрів, не враховуючи тих, що отримані шляхом дзеркального відбиття, з кількістю вершин від 8 до 20.

(Два многогранники вважають «топологічно різними», якщо вони мають різну структуру розташування граней і вершин, так що неможливо перетворити один в інший, просто змінивши довжини ребер або кути між ребрами чи гранями).

Правильний додекаедр

Найбільш відомий додекаедр — це правильний додекаедр, всі грані якого є правильними п'ятикутниками. Він є найбільш симетричним з усіх опуклих додекаедрів, має ікосаедричну симетрію Ih, порядок 120.
Деякі додекаедри мають таку ж комбінаторну структуру, як і правильний додекаедр (в сенсі графа, утвореного його вершинами і ребрами), але їх п'ятикутні грані не є правильними:
— піритоедр, поширена кристалічна форма піриту, має піритоедричну симетрію Th,
— тетартоїд має хіральну тетраедричну симетрію T.

Ромбододекаедр

Ромбододекаедр можна розглядати як граничний випадок піритоедра, і він має октаедричну симетрію Oh. Ромбододекаедр є паралелоедром, зоноедром а також двоїстим до кубооктаедра (напівправильного многогранника Архімеда).
Ромбо-шестикутний додекаедр (або подовжений додекаедр, або гексоромбододекаедр), ромбо-трапецоїдний додекаедр а також ромбододекаедр можуть утворювати стільники, що замощують тривимірний простір без проміжків та накладень.

## Правильний додекаедр
Опуклий правильний додекаедр є одним з п'яти правильних многогранників Платона і може бути представлений своїм символом Шлефлі як {5, 3}, тобто кожна вершина оточена трьома правильними п'ятикутними гранями.
Двоїстим многогранником до правильного додекаедра є правильний ікосаедр {3, 5}, кожна вершина якого оточена п'ятьма правильними трикутними гранями.
Опуклий правильний додекаедр має три зірчасті форми; всі три є правильними зірчастими многогранниками Кеплера — Пуансо. Їх гранями є правильні п'ятикутники та правильні пентаграми.
| Опуклий правильний додекаедр | Малий зірчастий додекаедр {5/2, 5} | Великий додекаедр {5, 5/2} | Великий зірчастий додекаедр {5/2, 3} |

Характерною особливістю правильного додекаедра (також і правильного ікосаедра) є наявність в нього осей обертової симетрії 5-го порядку, які не дозволені правилами кристалографії :Стор.41 , тобто в природі не існує кристалів мінералів, що мають форму правильного додекаедра. Проте можна зустріти квазікристали у формі правильного додекаедра (наприклад, квазікристал гольмій — магній — цинку (Ho-Mg-Zn)). Також існують мінерали, що мають форму додекаедра з неправильними гранями (наприклад, пірит).

## Додекаедри з п'ятикутними гранями
В кристалографії в деяких класах симетрії кубічної кристалічної системи можуть траплятися два основних види додекаедрів, які топологічно еквівалентні правильному додекаедру, але мають менший порядок симетрії (тобто менш симетричні): піритоедр з піритоедричною симетрією і тетартоїд з хіральною тетраедричною симетрією:

### Піритоедр
| Піритоедр                                      | Піритоедр                                                                 |
| ---------------------------------------------- | ------------------------------------------------------------------------- |
| Натисніть тут, щоб подивитися обертання моделі |                                                                           |
| Властивості                                    | Опуклий, гране-транзитивний                                               |
| Комбінаторика                                  |                                                                           |
| Елементи                                       | 12 п'ятикутних граней 30 ребер (6 + 24) 20 вершин (8 + 12) (3-го степеня) |
| Грані                                          | 12 Рівнобедрених п'ятикутників                                            |
| Характеристика Ейлера                          | {\displaystyle \chi =\Gamma -{\hbox{P}}+{\hbox{B}}=2}                     |
| Класифікація                                   |                                                                           |
| Діаграма Коксетера-Динкіна                     | (або o4p3p) ·                                                             |
| Група симетрії                                 | Th,[4,3+], (3*2), порядок 24 (Піритоедрична симетрія)                     |
| Група обертань                                 | T, [3,3]+, (332), порядок 12                                              |
| Двоїстий многогранник                          | Ікосаедр з піритоедричною симетрією                                       |
| Розгортка                                      |                                                                           |

Піритоедр (або пентагондодекаедр :Стор.80-81 :Стор.136 ,) — це додекаедр з піритоедричною симетрією (Th). Має 12 конгруентних п'ятикутних дзеркально-симетричних граней (тобто симетричних відносно осі, що проходить через вершину і середину протилежної сторони).
Має 20 вершин, розділених на два типи; в кожній вершині сходяться три грані.
Його 30 ребер також розділені на два типи — 24 і 6 ребер однакової довжини.
Єдиними осями обертової симетрії є три взаємно перпендикулярні осі 2-го порядку та чотири осі 3-го порядку. Осі симетрії п'ятого порядку відсутні, що дозволяє цьому многограннику бути формою для кристалів. Зокрема, форму піритоедру має кристал мінералу піриту.

#### Кристал піриту
Кристал піриту найчастіше зустрічається у двох поширених кристалічних формах — піритоедр та куб. У піриту, що має форму піритоедру, грані мають індекс Міллера {2,1,0}, що означає, що двогранний кут становить 2·arctan(2) ≈ 126,87°, а кути кожної п'ятикутної грані становлять: кут ≈ 121,6° розташований між двома кутами ≈ 106,6° і навпроти двох кутів ≈ 102,6°. Наступні формули описують розміри граней ідеального кристала (який рідко зустрічається в природі).
{\displaystyle {\text{Висота}}={\frac {\sqrt {5}}{2}}\cdot L}
{\displaystyle {\text{Ширина}}={\frac {4}{3}}\cdot L}
{\displaystyle l={\sqrt {\frac {7}{12}}}\cdot L}
де {\displaystyle l} — довжина короткого ребра многогранника; {\displaystyle L} — довжина довгого ребра.

#### Декартові координати вершин
Вісім вершин, що формують вершини куба, вписаного в многогранник, мають координати: (±1, ±1, ±1). При цьому довжина ребер куба дорівнює 2.
Координати інших дванадцяти вершин:
(0, ±(1 + h), ±(1 − h2)), (±(1 + h), ±(1 − h2), 0) та (±(1 − h2), 0, ±(1 + h)).
де h — висота клиноподібного «даху» над гранями куба.
При h = 0 отримаємо вироджений піритоедр, що має форму куба, але з додатковими вершинами та ребрами на його гранях.
При h = 1/2 (чверть довжини ребра куба), отримаємо «бездоганний» (з геометричної точки зору) кристал природного піриту. Також в цьому випадку многогранник є піритоедром у моделі Вейра — Фелана.
При h = 1/φ = √5 − 1/2= 0.618…, отримаємо правильний додекаедр.
При h = 1 отримаємо вироджений піритоедр, у якого деякі вершини збігаються, а ребра між ними зменшуються до нульової довжини; він приймає форму ромбдодекаедра.
| Ортографічні проєкції піритоедру з висотою h = 1/2 | Піритоедри з висотою h = 1/2 та h = 1/φ |  |

#### Геометричні варіації
Піритоедр має деякий ступінь свободи у геометричній будові; при цьому на одній межі маємо куб, коли певні ребра стають колінеарними одне до одного, а на іншій межі маємо ромбододекаедр, коли 6 ребер вироджуються до нульової довжини. Правильний додекаедр являє собою особливий проміжний випадок, коли всі ребра і кути рівні.
Можна перетнути ці граничні випадки, та отримати при цьому неопуклі піритоедри.
Перетнувши нижню межу опуклого піритоедру, що має вигляд куба, отримаємо неопуклі його форми; неопуклий піритоедр з рівними сторонами (ендо-додекаедр) в поєднанні з опуклим правильним додекаедром може утворювати стільники, що замощують тривимірний простір без проміжків та накладень.
Продовжуючи деформацію многогранника у цьому напрямку, ми проходимо через вироджений випадок, коли дванадцять вершин збігаються в центрі, і переходимо до правильного великого зірчастого додекаедра, в якого всі ребра і кути знову рівні, а грані приймають форму правильних пентаграм.
Перетнувши верхню межу опуклого піритоедру, що має вигляд ромбододекаедра, отримаємо неопуклий рівносторонній додекаедр з рибоподібними рівносторонніми п'ятикутними гранями з самоперетином.
| Анімації                                                                         | Анімації                                                        |
| -------------------------------------------------------------------------------- | --------------------------------------------------------------- |
|                                                                                  |                                                                 |
| Стільники з чергуванням опуклих і увігнутих піритоедів з висотами h в межах ±1/φ | Піритоедри з висотами між h = 0 (куб) та h = 1 (ромбододекаедр) |

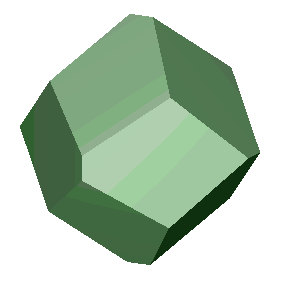
Індекс грані {10,9,0}
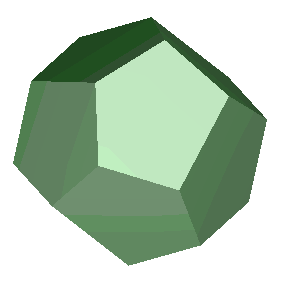
Індекс грані {2,1,0}
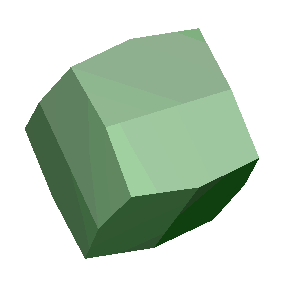
Індекс грані {7,1,0}

| Окремі випадки піритоедрів | Окремі випадки піритоедрів                                          | Окремі випадки піритоедрів                                       | Окремі випадки піритоедрів                      | Окремі випадки піритоедрів | Окремі випадки піритоедрів                                             | Окремі випадки піритоедрів                                                                                  | Окремі випадки піритоедрів                                |
| --- | ------------------------------------------------------------------- | ---------------------------------------------------------------- | ----------------------------------------------- | --- | ---------------------------------------------------------------------- | --- | --------------------------------------------------------- |
| Версії з висотами, що рівні по модулю але з протилежними знаками спільно утворюють стільники. (Див. анімацію). Показано співвідношення довжин ребер, а саме тих, що належать до набору з 24 ребер (що перетинаються в вершинах куба) до тих, що належать до набору з 6 ребер (відповідають граням куба). |                                                                     |                                                                  |                                                 | |                                                                        | |                                                           |
| Відношення | 1 : 1                                                               | 0 : 1                                                            | 1 : 1                                           | 2 : 1 | 1 : 1                                                                  | 0 : 1 | 1 : 1                                                     |
| h | −√5 + 1/2                                                           | −1                                                               | −√5 + 1/2                                       | 0 | √5 − 1/2                                                               | 1 | √5 + 1/2                                                  |
| h | −1.618…                                                             | −1                                                               | −0.618…                                         | 0 | 0.618…                                                                 | 1 | 1.618…                                                    |
| Зображення | Великий зірчастий додекаедр, грані якого є правильними пентаграмами | Вироджений випадок з 12-ма вершинами многогранника в його центрі | Неопуклий рівносторонній піритоедр (додекаедр). | Куб з додатковими вершинами та ребрами на його ребрах та гранях відповідно (як показано на рисунку) є граничним випадком опуклого піритоедра. | Правильний додекаедр є проміжним випадком з рівними ребрами та кутами. | Ромбододекаедр є граничним випадком опуклого піритоедра, коли 6 його ребер зменшуються до нульової довжини. | Рівносторонній додекаедр з гранями, що мають самоперетин. |

### Тетартоїд
| Тетартоїд Тетрагональний п'ятикутний додекаедр | Тетартоїд Тетрагональний п'ятикутний додекаедр                             |
| ---------------------------------------------- | -------------------------------------------------------------------------- |
| Натисніть тут, щоб подивитися обертання моделі |                                                                            |
| Властивості                                    | Опуклий, гране-транзитивний                                                |
| Комбінаторика                                  |                                                                            |
| Елементи                                       | 12 п'ятикутних граней 30 ребер (6+12+12) 20 вершин (4+4+12) (3-го степеня) |
| Грані                                          | 12 п'ятикутників                                                           |
| Характеристика Ейлера                          | {\displaystyle \chi =\Gamma -{\hbox{P}}+{\hbox{B}}=2}                      |
| Класифікація                                   |                                                                            |
| Позначення                                     | gT (в нотації Конвея)                                                      |
| Діаграма Коксетера-Динкіна                     | (або p3p3p)                                                                |
| Група симетрії                                 | T,[3,3]+, (332), порядок 12 (Хіральна тетраедрична симетрія)               |
| Двоїстий многогранник                          | Ікосаедр з тетраедричною симетрією (або кирпатий тетраедр)                 |

Тетартоїд (також тетрагональний п'ятикутний додекаедр :Стор.140-141; 144 , пентагонтритетраедр :Стор.79 і тетраедричний пентагондодекаедр) — це додекаедр з хіральною тетраедричною симетрією (Т).
Має 12 конгруентних п'ятикутних граней.
Має 20 вершин, розділених на три типи; в кожній вершині сходяться три грані.
Його 30 ребер також розділені на три типи — 12, 12 і 6 ребер однакової довжини.
Осі обертової симетрії 5-го порядку відсутні, що дозволяє цьому многограннику бути формою для кристалів.
Назва тетартоїд має грецьке коріння, та означає «четверта частина», оскільки він має одну четверту від повної октаедричної симетрії і половину піритоедричної симетрії.
Таку форму симетрії (пентагон-тритетраедричну) може мати мінерал кобальтин.

Тетартоїд має два вироджених граничних випадки, які топологічно еквівалентні самому многограннику та мають його симетрію. Вони являють собою з одного боку — куб з додатковими ребрами на гранях (але не колінеарними до його ребер) та додатковими вершинами на ребрах куба; з іншого боку — тетраедр, кожне ребро якого поділено на три частини і кожна з двох нових вершин з'єднується з центром грані. (В нотації многогранників Конвея це є скручений тетраедр). 
| Зв'язок з диакіс-додекаедром |
| --- |

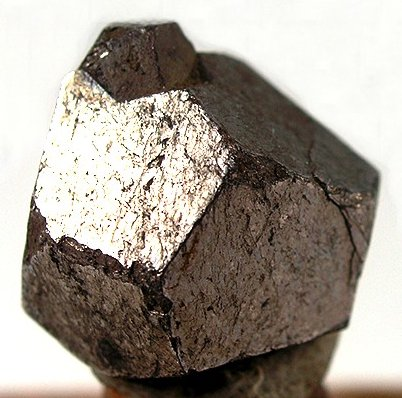
Мінерал кобальтин

| Тетартоїд можна утворити, збільшивши розміри 12 з 24 граней диакіс додекаедра. :Стор.137 , (Зображений тут тетартоїд отримано шляхом збільшення розмірів 24 з 48 граней гекзакісоктаедра (або дисдакіс додекаедра)). \| Хіральні тетартоїди, базовою основою яких є диакіс додекаедр. \|Модель кристалу праворуч являє собою тетартоїд, утворений шляхом збільшення синіх граней ядра дисдакіс додекаедра. Тому ребра між синіми гранями покрито червоними каркасними ребрами. |
| Хіральні тетартоїди, базовою основою яких є диакіс додекаедр. |

#### Декартові координати вершин
Наступні точки є вершинами п'ятикутника тетартоїда з тетраедричною симетрією:
(a, b, c); (−a, −b, c); (−n/d1, −n/d1, n/d1); (−c, −a, b); (−n/d2, n/d2, n/d2),
при наступних умовах:
0 ≤ a ≤ b ≤ c,
n = a2c − bc2,
d1 = a2 − ab + b2 + ac − 2bc,
d2 = a2 + ab + b2 − ac − 2bc,
nd1d2 ≠ 0.

#### Геометричні варіації
Правильний додекаедр є тетартоїдом, всі грані якого правильні п'ятикутники, тобто він має більш розширену симетрію, ніж необхідно для тетартоїда.
Триакіс тетраедр є виродженим тетартоїдом, у якого 12 ребер зменшені до нульової довжини. (На рисунку основної таблиці вище: білі вершини і зелені ребра поглинуться зеленими вершинами.)
| Варіації тетартоїда від правильного додекаедра до триакіс тетраедра | Варіації тетартоїда від правильного додекаедра до триакіс тетраедра | Варіації тетартоїда від правильного додекаедра до триакіс тетраедра | Варіації тетартоїда від правильного додекаедра до триакіс тетраедра | Варіації тетартоїда від правильного додекаедра до триакіс тетраедра | Варіації тетартоїда від правильного додекаедра до триакіс тетраедра | Варіації тетартоїда від правильного додекаедра до триакіс тетраедра | Варіації тетартоїда від правильного додекаедра до триакіс тетраедра |
| ------------------------------------------------------------------- | ------------------------------------------------------------------- | ------------------------------------------------------------------- | ------------------------------------------------------------------- | ------------------------------------------------------------------- | ------------------------------------------------------------------- | ------------------------------------------------------------------- | ------------------------------------------------------------------- |
|                                                                     |                                                                     |                                                                     |                                                                     |                                                                     |                                                                     |                                                                     |                                                                     |

### Двоїстий многогранник до скрученого трисхилого біантикупола
Ще одним прикладом додекаедра з п'ятиткутними гранями є двоїстий многогранник до трисхилого повернутого біантикупола, тобто многогранника, що отриманий шляхом з'єднання двох трисхилих антикуполів основами в повернутій орієнтації.
Цей многогранник має D3d симетрію, порядку 12. Його грані — дві групи з трьох конгруентних п'ятикутних граней розділені поясом з 6-ти конгруентних п'ятикутних граней, які поєднані між собою з чергуванням орієнтації.

## Ромбододекаедр

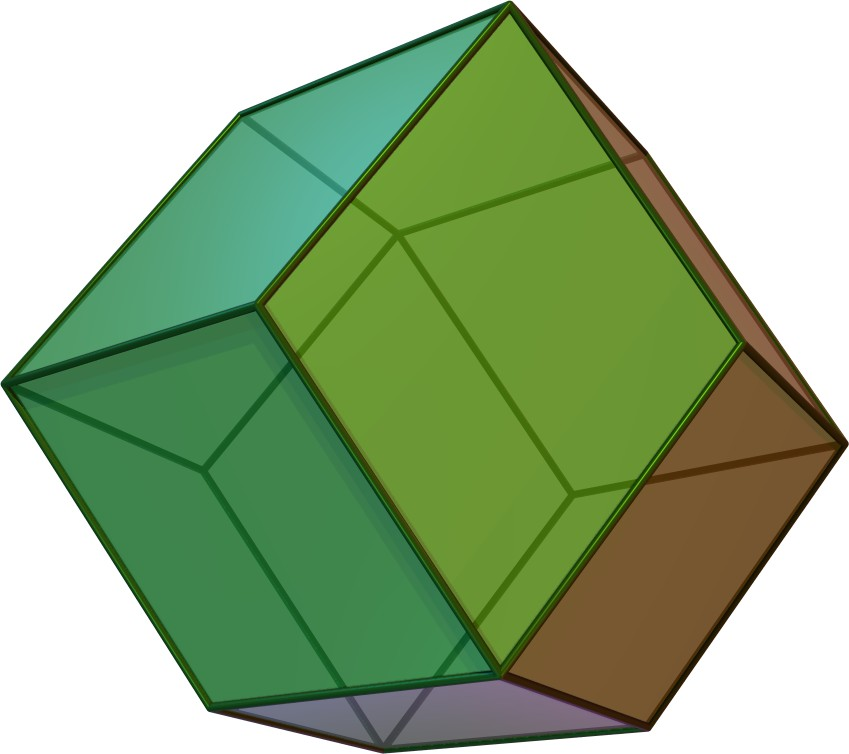
Ромбододекаедр

Ромбододекаедр — це додекаедр, що має дванадцять ромбічних граней та володіє октаедричною симетрією. Він є зоноедром, а також двоїстим до квазіправильного кубооктаедра (архімедового тіла); зустрічається в природі у вигляді кристалів. Ромбододекаедр утворює стільники, що заповнюють тривимірний простір без проміжків та накладень.
Ромбододекаедр можна розглядати як вироджений піритоедр, у якого 6 певних ребер зменшені до нуля, а отже, п'ятикутники перетворюються на ромбічні грані.
Ромбододекаедр має кілька зірчастих форм, перша з яких також утворює стільник для замощення простору.
Інший важливий ромбододекаедр — додекаедр Білінського, має дванадцять граней, що конгруенті граням ромботриаконтаедра, тобто діагоналі знаходяться у співвідношенні золотого перетину. Він також є зоноедром і був описаний Білінським у 1960 році. Цим многогранником можна замостити простір без проміжків та накладень, а також він може зустрічатися в неперіодичних стільниках разом з ромботриаконтаедром, ромбоікосаедром і ромбогексаедром.

## Деякі інші додекаедри
Як було зазначено вище, існує 6 384 634 топологічно різних опуклих додекаедрів, не враховуючи тих, що отримані шляхом дзеркального відбиття, з кількістю вершин від 8 до 20.
Деякі топологічно різні додекаедри (за винятком додекаедрів з п'ятикутними та ромбічними гранями):
- Однорідні многогранники:
  - Десятикутна призма — грані: 10 квадратів, 2 правильних десятикутників; симетрія: D10h[en], порядок 40.
  - П'ятикутна антипризма — грані: 10 правильних трикутників, 2 правильних п'ятикутників; симетрія: D5d[en], порядок 20
- Многогранники Джонсона (правильногранні):
  - П'ятисхилий купол[en] — грані: 5 правильних трикутників, 5 квадратів, 1 правильний п'ятикутник, 1 правильний десятикутник; симетрія: C5v[en], порядок 10
  - Кирпатий двоклиноїд — грані: 12 правильних трикутників, симетрія: D2d[en], порядок 8
  - Подовжена чотирикутна біпіраміда[en] — грані: 8 правильних трикутників та 4 квадратів; симетрія: D4h[en], порядок 16
  - Двічі косо відсічений ікосаедр[en] — грані: 10 правильних трикутників та 2 правильних п'ятикутників; симетрія: C2v[en], порядок 4
- З конгруентними неправильними гранями: (гране-транзитивні)
  - Шестикутна біпіраміда[en] — грані: 12 рівнобедрених трикутників; симетрія: D6h[en], порядок 24 — двоїстий до шестикутної призми.
  - Шестикутний трапецоедр[en] — грані: 12 дельтоїдів; симетрія: D6d[en], порядок 24 — двоїстий до шестикутної антипризми.
  - Триакіс тетраедр — грані:12 рівнобедрених трикутників; симетрія: Td, порядок 24 — двоїстий до зрізаного тетраедра (многогранника Архімеда).
- Інші додекаедри з меншою кількістю правильних граней:
  - Одинадцятикутна піраміда — грані: 11 рівнобедрених трикутників та 1 правильний одинадцятикутник; симетрія: C11v[en], порядок 11
  - Ромбо-трапецоїдний додекаедр[en] — грані: 6 ромбів, 6 трапецій; симетрія: D3h[en], порядок 12 — двоїстий до трисхилого прямого бікупола (многогранника Джонсона J27).
  - Ромбо-шестикутний додекаедр[en] або подовжений додекаедр — грані: 8 ромбів та 4 правильних шестикутників; симетрія: D4h[en], порядок 16
  - Зрізаний п'ятикутний трапецоедр[en] — симетрія: D5d[en], порядок 20, топологічно еквівалентний до правильного додекаедра.